# Buchnera bequaertii
Buchnera bequaertii är en snyltrotsväxtart som beskrevs av De Wild.. Buchnera bequaertii ingår i släktet Buchnera och familjen snyltrotsväxter. Inga underarter finns listade i Catalogue of Life.